# リリーフウェブ
リリーフウェブ（ReliefWeb）は、国際連合人道問題調整事務所が、世界の紛争・災害・自然災害の状況とそこで行われている人道支援の状況を提供する目的で立ち上げたインターネットのウェブサイトである。日本語で情報提供を行っておらず、主に英語である。被災国によってはフランス語やスペイン語での情報も発信している。世界中の人道支援にかかわる人達の間でもっとも良く知られたサイトの一つである。
そもそも、1996年にルワンダで発生した民族浄化の大虐殺の際、情報が錯綜して国際社会の人道援助を行っている各種機関の間に多くの混乱をもたらし、組織の垣根を越えた情報交換と調整が必要との声が湧き興ったためにリリーフウェブが設立された。アメリカ時間を担当するニューヨーク、アジア時間を担当するバンコク、アフリカ・ヨーロッパ時間を担当するナイロビの3つのハブから、24時間体制でウェブサイトを更新している。
情報は、国際連合機関、国際機関、政府機関のほか、NGOや研究機関、マスコミなどから集められており、災害情報のみならず、地図情報や人道支援に関わる求人情報、研修情報、文献なども幅広く提供している。
2001年8月16日に開所されたリリーフウェブ神戸は、2011年末をもって閉所し、その機能はバンコクに移転された。代わりに国連人道問題調整事務所(OCHA・オチャ)・神戸事務所がその事務所を引き継ぎ、災害時の緊急対応とその備えを推進するためのパートナーシップ強化を目指して活動中。